# Gasthaus Schwarzfischer

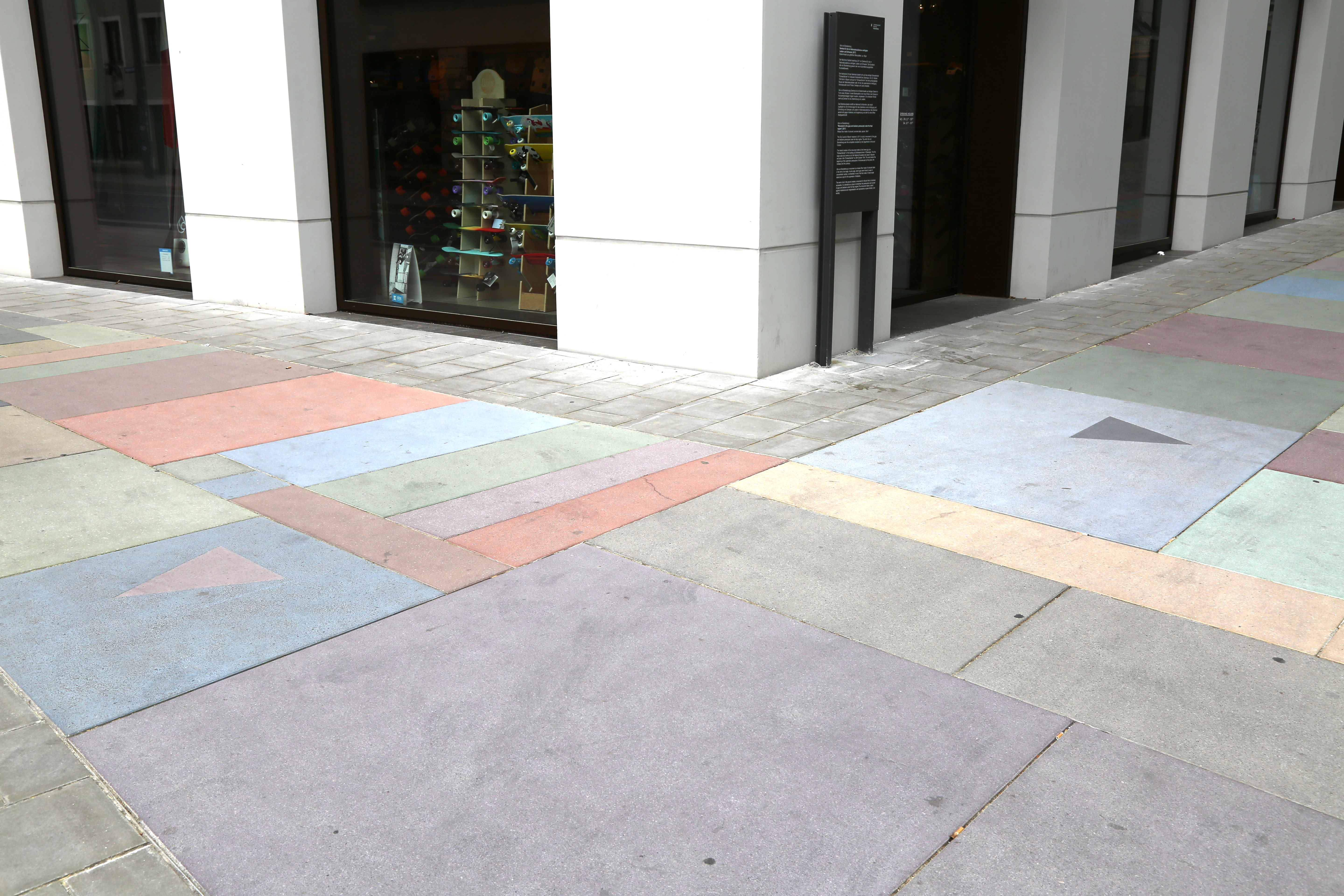
Bodenmosaik für die in der NS-Zeit verfolgten Lesben und Schwulen am Ort des ehemaligen Lokals Schwarzfischer

Das Gasthaus Schwarzfischer war eine Schankwirtschaft im Zentrum der bayerischen Landeshauptstadt München. Es befand sich im Angerviertel an der Ecke Dultstraße/Oberanger.
Benannt war das Lokal nach dem Gastwirt Anton Schwarzfischer, der 1890 Miteigentümer des Hauses wurde, das seine Ehefrau ab 1887 besaß.

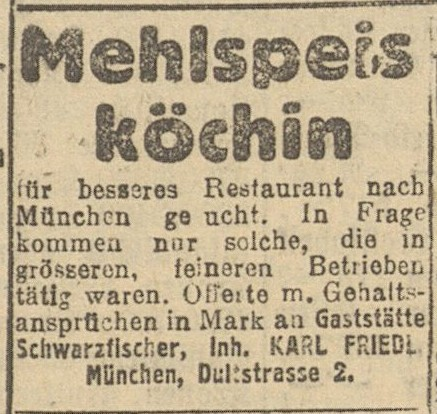
Stellenangebot für eine Mehlspeisköchin im Gasthaus Schwarzfischer (1924)

1924 war Karl Friedl Inhaber des Gasthauses Schwarzfischer. Vermutlich handelt es sich um den gleichnamigen Fleischhauer, Gastwirt und Politiker. Unter Friedls Führung etablierte sich die Wiener Küche, denn im September 1924 schaltete er für den Schwarzfischer in der „Dultstrasse 2“ folgende Stellenzeige im Neuen Wiener Journal: „Mehlspeisköchin für besseres Restaurant nach München gesucht. In Frage kommen nur solche, die in grösseren, feineren Betrieben tätig waren“.
Ende der 1920er Jahre wurde es zu einer der frühesten Schwulenbars der Stadt. Um die Leser der homosexuellen Freundschaftsblätter warb es mit „dezenter, gemütlicher Stimmung bei Ia Wiener Küche“. Zu den regelmäßigen Gästen gehörte Klaus Mann, bevor er und die ganze Familie Mann emigrieren mussten.
Am 20. Oktober 1934 stand der Schwarzfischer zusammen mit dem Arndthof am Glockenbach im Zentrum der ersten groß angelegten Razzia der Nationalsozialisten gegen Homosexuelle. An diesem Abend wurden 145 Männer festgenommen und auf die Wache an der Ettstraße gebracht. 39 der Männer wurden für mehrere Wochen in das Konzentrationslager Dachau verbracht.
Während des Zweiten Weltkriegs wurde das Gebäude schwer beschädigt. Von dem Lokal sind keine Baureste erhalten; auf dem Grundstück befindet sich heute ein Geschäftsgebäude.
Am 20. November 2014 beschloss der Münchner Stadtrat die Realisierung eines Denkmals für die im Nationalsozialismus verfolgten Lesben und Schwulen am Standort des Gasthauses Schwarzfischer. Ausgewählt wurde das Konzept eines Bodenmosaiks der Künstlerin Ulla von Brandenburg.